# Melina Kanakaredes
Melina Eleni Kanakaredes (* 23. duben, 1967, Akron, Ohio, USA) je americká herečka známá především díky roli Stelly Bonaserové v seriálu Kriminálka New York a Dr. Sydney Hansenové v seriálu Providence.

## Životopis
Narodila se a vyrůstala v Ohiu. Studovala také v Ohiu a v Pittsburghu. Je vdaná za Petera Constantinidese, s nímž má dvě dcery - Zoe a Karina Eleni.
Její první větší rolí byla Eleni Andros Spaulding Cooper v seriálu Guiding Light. Jejími nejznámějšími rolemi jsou ale Dr. Sydney Hansenová v seriálu Providence, který běžel v letech 1999-2002, a od roku 2004 Stella Bonasera v seriálu Kriminálka New York. Dále se objevila třeba v seriálech Policie New York, Zapadákov, Směr jih. Z filmů třeba Dlouhý polibek na dobrou noc, 15 minut.

## Filmografie

### Film
| Rok  | Název                        | Role            | Poznámky |
| ---- | ---------------------------- | --------------- | -------- |
| 1987 | Carts                        |                 |          |
| 1994 | Raněná srdce                 | Daphne          |          |
| 1996 | Dlouhý polibek na dobrou noc | Trin            |          |
| 1998 | Hráči                        | Barbara         |          |
| 1999 | Nebezpečná krása             | Livia           |          |
| 2001 | 15 minut                     | Nicolette Karas |          |
| 2010 | Percy Jackson: Zloděj blesku | Athena          |          |
| 2013 | Práskač                      | Sylvie Collins  |          |

### Televize
| Rok       | Název               | Role                    | Poznámky |
| --------- | ------------------- | ----------------------- | --- |
| 1991-1995 | The Guiding Light   | Eleni Andros            | hlavní role, 47 dílů nominace na cenu Emmy v kategorii Nejlepší mladší herečka v dramatickém seriálu nominace na cenu Emmy v kategorii Nejlepší herečka ve vedlejší roli v dramatickém seriálu |
| 1995      | Směr jih            | Victoria Metcalf        | 3 díly |
| 1995      | Zprávy z New Yorku  | Angela Villanova        | 13 dílů |
| 1995      | Policie New York    | Benita Alden            | 5 dílů |
| 1997      | Leaving L. A.       | Libby Galante           | 6 dílů |
| 1997      | The Practice        | Andrea Wexler           | 2 díly |
| 1998      | Oz                  | Marilyn Crenshaw        | díl: „Great Men“ |
| 1998      | Saint Maybe         | Rita                    | TV film |
| 1999-2002 | Providence          | Dr. Sydney Hansenová    | hlavní role, 95 dílů |
| 2004      | Kriminálka Miami    | Stella Bonasera         | díl: „Miami - New York - Nonstop“ |
| 2004-2010 | Kriminálka New York | Stella Bonasera         | hlavní role, 140 dílů |
| 2005      | Into the Fire       | Catrina/Sabrina Hampton | TV film |
| 2015      | Hawaii 5-0          | agentka Kathy Millwood  | díl: „Nanahu“ |
| 2015      | Extant              | Dorothy Richter         | 5 dílů |
| 2016      | Notorious           | Dana Hartman            | 3 díly |
| 2018      | Doktoři             | Dr. Lane Hunter         | hlavní role (1. řada), 14 dílů |